# Glisenti Modello 1910
La Glisenti Modello 1910 è una pistola semiautomatica italiana della prima e della seconda guerra mondiale.
Nonostante fosse considerata costosa, complicata da costruire e non scevra di difetti, la Mod. 1910 si dimostrò un'arma eccellente e semplice da maneggiare. Esteticamente simile alla Luger P-08 Tedesca, fu simpaticamente chiamata "la Luger dei poveri".

## Storia
L'arma deriva da un brevetto dell'ufficiale di artiglieria del Regio Esercito Abiel Bethel Revelli (progettista anche dell'omonima mitragliatrice realizzata dalla FIAT) in calibro 7,65 mm Glisenti, una cartuccia simile al 7,65 × 21 mm Parabellum ma con bossolo di forma leggermente diversa e carica di poco inferiore. Il brevetto fu acquistato nel 1905 dalla Società Siderurgica Glisenti di Villa Carcina, in Val Trompia ed una prima versione, chiamata Pistola automatica Glisenti venne acquistata per gli ufficiali del Regio Esercito. L'arma è conosciuta informalmente anche come Glisenti Mod. 1906.
Successivamente il 7,65 venne ritenuto inadatto all'uso militare e, quando venne indetta dal governo italiano una gara per dotare le forze armate, per la prima volta, di una pistola semiautomatica, tra le specifiche venne imposto il calibro 9 mm. Ciò indusse la MBT (Società Metallurgica Bresciana già Tempini), che aveva rilevato la sezione armi della Glisenti, a partecipare modificando la Mod. 1906 per il nuovo calibro. Ovviamente la struttura della pistola ed in particolare il sistema di chiusura a blocchetto rotante, nati per un calibro inferiore, mal sopportavano le pressioni generate dalla cartuccia da 9 mm Parabellum. Per evitare di riprogettare l'arma, la soluzione della MBT fu quella di depotenziare la cartuccia a parità di dimensioni di bossolo e proiettile, creando di fatto una nuova munizione ad hoc, la 9 × 19 mm Glisenti. Le forze armate, forse più interessate al peso del proiettile che alla gittata utile scelsero proprio quest'arma, che così risultò vincitrice su altri marchi di notevolissima caratura, quali Luger, Mannlicher e Colt. Fu adottata con la denominazione ufficiale di Pistola automatica modello 1910, anche se sarà conosciuta come Glisenti Mod. 1910, nonostante fosse prodotta dalla MBT.
La Mod. 1910, insieme alla Ruby acquistata in Spagna durante la Grande Guerra, sostituì (in parte) nelle armerie del Regio Esercito, della Regia Marina e dei Reali Carabinieri i vecchi revolver Bodeo Mod. 1889 e la Mauser Mod. 1899 Regia Marina. Ebbe il battesimo del fuoco con la guerra italo-turca del 1911, dove la delicatezza della meccanica e la sensibilità allo sporco spinsero la Regia Marina ad adottarne la versione semplificata ed irrobustita Brixia Mod. 1913. Il Regio Esercito ne iniziò la sostituzione con la Beretta Mod. 15 già durante la prima guerra mondiale. La Glisenti servì comunque nelle truppe sedentarie e di seconda linea fino a tutta la seconda guerra mondiale.

## Caratteristiche

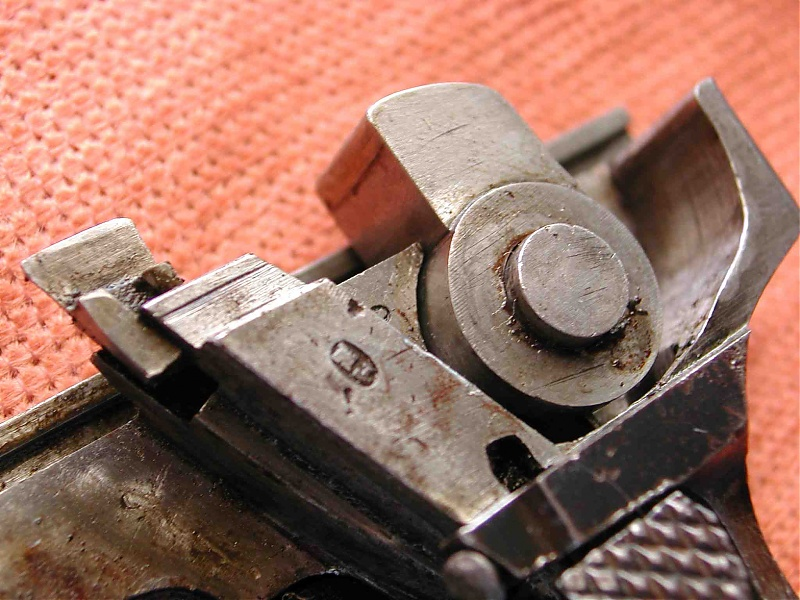
Il blocco rotante imperniato su un solo lato, vero punto debole della Glisenti.

La canna è in acciaio, esternamente troncoconica e con anima a 6 righe destrorse con passo di 250 mm; essa è avvitata al carrello, in ferro, che sul dorso, subito dietro alla filettatura, presenta una finestra d'espulsione larga quanto il carrello stesso. Esso ospita internamente l'otturatore, squadrato e sporgente posteriormente con due alette zigrinate (che facilitano la presa). Sulla superficie superiore dell'otturatore si trova l'estrattore a gancio, internamente il percussore attivato dalla stessa molla di recupero e lateralmente le scanalature longitudinali che vengono intercettate da un traversino passante, inserito nella parte posteriore del carrello, che ne limita il movimento e contrasta la molla di recupero.
La slitta del carrello si inserisce su due guide del fusto; questo presenta, dall'avanti all'indietro, il gruppo di scatto con il grilletto ed il suo ponticello rotondo; l'espulsore che a caricatore esaurito viene sollevato dall'elevatore e funge quindi da hold open bloccando il carrello in apertura; il blocco rotante per il ritardo di apertura munito di dente e molla a lamina. Il castello è asimmetrico, poiché il lato sinistro è formato da una cartella di smontaggio, fissata posteriormente da un dente ed anteriormente da una vite godronata; questo, se da una parte offre un comodo accesso alla meccanica interna, dall'altra indebolisce l'arma, soprattutto a livello del blocchetto rotante che così è imperniato solo sul lato destro, mentre a sinistra esso può fare forza solo su un incavo sulla cartella. Il calcio ha due guancette in ebanite con impresso lo stemma sabaudo che si rivelarono estremamente fragili, tanto che nel 1912 ne fu avviata la sostituzione con quelle in legno di noce senza stemma; la guancetta sinistra è incastrata sulla coccia del calcio e sulla cartella apribile, mentre quella di sinistra si rimuove con l'apposita chiave/cacciavite (che serve anche allo smontaggio dell'otturatore) custodito nel calcio. Sul lato sinistro dell'impugnatura si trovano superiormente il pulsante zigrinato della leva sgancio otturatore ed inferiormente quello per lo sgancio del caricatore, mentre sotto alla guancetta è fissato il piccolo cacciavite di smontaggio; sul bordo posteriore infine è ricavato per fresatura il porta-correggiolo. Il caricatore è in lamiera d'acciaio ed ospita 7 cartucce su un'unica fila; lateralmente, dalle ampie fenestrature, delle zigrinature permettono di afferrare ed abbassare l'elevatore per facilitare la ricarica. Le mire sono metalliche, fisse, costituite da un mirino inserito a coda di rondine sulla volata e la tacca di mira ricavata dal vivo del dorso del carrello. 

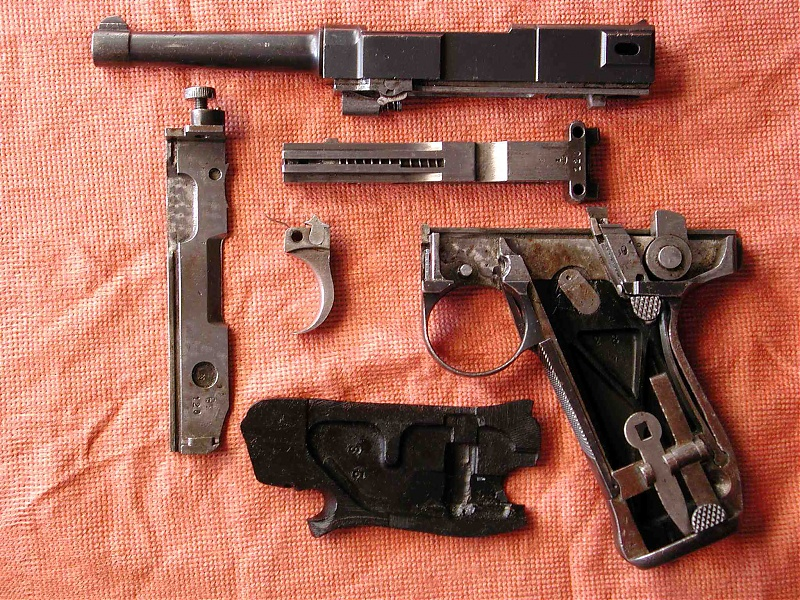
Glisenti smontata.

La Mod. 1906 in 7,65, oltre al calibro minore e quindi alla capacità del caricatore di 8 colpi invece che 7, differisce dalla sua erede per la canna, più snella, più lunga e con l'anima a sole 4 righe; inoltre la finestra d'espulsione è più piccola e diversamente sagomata; sulle guancette manca lo stemma sabaudo e la sicura si trova sul lato sinistro del carrello.
L'arma è munita di due sicure manuali: una prima è costituita da un cilindretto cavo avvitato in fondo all'otturatore e sporgente da questo con una chiavetta a farfalla con due alette zigrinate; in posizione di fuoco le due alette della farfalla sono in posizione orizzontale; ruotandole in senso antiorario di circa 45°, un dente va ad impegnare un intaglio sulla guida, bloccando così il percussore in posizione armata. La seconda sicura è costituita da una lunga leva zigrinata sulla parte anteriore del calcio che, se l'arma non è saldamente impugnata, blocca il grilletto.
Le prestazioni balistiche della cartuccia 9 mm Glisenti si rivelarono non soddisfacenti; inoltre, essendo questa cartuccia meccanicamente indistinguibile dalle ben più potenti munizioni tipo 9 mm Parabellum, lo scambio delle due munizioni poteva provocare la distruzione della pistola ed il ferimento dell'operatore.

## Azione
La Mod. 1910 adotta un percussore lanciato ed un sistema di apertura a corto rinculo originale brevettato da Abiel Bethel Revelli. Arretrando l'otturatore e rilasciandolo, grazie alla molla di ritorno, viene camerata la prima cartuccia del caricatore ed il dente di arresto sul lato sinistro della testa del percussore viene intercettato dalla leva di scatto della catena di scatto. Il ritardo di apertura dell'otturatore è ottenuto dal blocchetto rotante: questo è imperniato sul castello e con un grosso dente verticale ingrana un incavo fresato sotto all'otturatore e lo blocca; posteriormente il dente viene contrastato da una superficie verticale del carrello. Quando il grilletto, agendo sulla leva di scatto dente di scatto, causa il rilascio del percussore, la cartuccia esplode; il blocco canna/carrello rincula solidale con l'otturatore per 8 millimetri, poiché il dente ruota incuneato tra di essi, tenendoli uniti; dopo una rotazione di 45° circa, il dente si abbassa abbastanza da perdere il contatto con l'incavo dell'otturatore. A questo punto il carrello con la canna viene bloccato da un rilievo del castello e viene riportato in batteria dalla sua molla di ritorno, presente sotto alla culatta; l'otturatore invece è libero di continuare la sua corsa retrograda, espellendo il bossolo spento e riarmando il percussore; poi, richiamato dalla sua molla di ritorno, camera una nuova cartuccia ed il blocchetto con il dente ruota in senso inverso ripristinando la chiusura.

## Curiosità
- Nel videogioco Isonzo è una delle armi dei ruoli "ufficiale" e "tiratore" della fazione Regno d'Italia.